# Stenellipsis postmaculata
Stenellipsis postmaculata är en skalbaggsart som beskrevs av Stefan von Breuning 1978. Stenellipsis postmaculata ingår i släktet Stenellipsis och familjen långhorningar. Inga underarter finns listade i Catalogue of Life.